# Ingrid Veninger
Ingrid Veninger née le 21 mars 1970 à Bratislava est une actrice, productrice, scénariste et réalisatrice slovaque.

## Filmographie

### Actrice
- 1984 : Hide and Seek (téléfilm) : Jessica
- 1984 : Islands (téléfilm) : Lacey
- 1984 : Hockey Night (téléfilm) : Evelyn
- 1985 : The War Boy : Helena
- 1987 : The Gate de Tibor Takács : Paula
- 1986-1987 : Air Waves (série télévisée) : Zoe Lipton
- 1988-1989 : Friday's Curse (série télévisée) : Skye / Helen Mackie
- 1989 : Sing : Naomi
- 1989 : Destiny to Order : Biker chick
- 1990 : H de Darrell Wasyk : Kathleen
- 1994 : Hush Little Baby (téléfilm) : Meg
- 1996 : We the Jury (téléfilm)
- 1997 : Exhibit A: Secrets of Forensic Science (série télévisée) : Francine Dalton
- 1997 : ...First Do No Harm (téléfilm) : Young Teacher
- 1997 : The Assistant de Daniel Petrie  : une jeune femme
- 1998 : The Taking of Pelham One Two Three (téléfilm) : l'étudiante dans le métro
- 1997-1999 : Nikita (série télévisée) : Siobhan
- 1999 : The Life Before This : Stage Manager
- 1999 : Au cœur du labyrinthe (téléfilm) de Robert Allan Ackerman : Ginny
- 1999 : Have Mercy : Joe
- 2000 : Steal This Movie : Judy Albert
- 2000 : PSI Factor: Chronicles of the Paranormal (série télévisée) : Gail Mitchell
- 2000 : Harlan County War (téléfilm) : Becky Jones
- 2000 : Drop the Beat (série télévisée) : Lola Gallo
- 2001 : The Zack Files (série télévisée) : Fay Kauffman
- 2001 : Walter and Henry (téléfilm) : Intern Doctor
- 2001 : Wild Iris (téléfilm) : Woman in Line at the Mall
- 2001 : Within These Walls (téléfilm) : Prison Dealer
- 2001 : On Their Knees : Mo Walker
- 2003 : Urda/Bone (court métrage)
- 2003 : Out of the Ashes (téléfilm) : Zozia
- 2004 : Godsend, expérience interdite de Nick Hamm : Mrs. Farr
- 2004 : Phil the Alien : Candy
- 2004 : Re-Generation : Clara Fielder
- 2004 : Degrassi : La Nouvelle Génération (série télévisée) : Dot Manager
- 2005 : Neil : Donna
- 2005 : Mama (court métrage)
- 2006 : Hotel Vladivostok (court métrage) : Wife
- 2006 : Everything Is Love and Fear (court métrage) : Mother
- 2008 : Only : Zoe / Karen
- 2010 : Bloodletting & Miraculous Cures (mini-série) : Maria
- 2011 : I am a Good Person/I Am a Bad Person : Ruby
- 2014 : The Best Laid Plans (mini-série) : Protester
- 2015 : He Hated Pigeons : Traveler

### Productrice
- 1992 : Standards
- 1994 : Picture of Light (documentaire)
- 1998 : Leda and the Swan
- 1999 : So Beautiful (court métrage)
- 2001 : Three Sisters on Moon Lake (court métrage)
- 2002 : Gambling, Gods and LSD (documentaire)
- 2003 : Urda/Bone (court métrage)
- 2004 : Bunny Project (court métrage)
- 2004 : Re-Generation
- 2005 : White Light (court métrage)
- 2005 : Neil
- 2005 : Mama (court métrage)
- 2006 : Hotel Vladivostok (court métrage)
- 2006 : Everything Is Love and Fear (court métrage)
- 2008 : Nurse.Fighter.Boy
- 2008 : Only
- 2010 : Modra
- 2011 : I am a Good Person/I Am a Bad Person
- 2012 : Life Doesn't Frighten Me (court métrage)
- 2012 : The End of Time (documentaire)
- 2012 : Sockeye
- 2013 : The Animal Project
- 2013 : Mourning Has Broken
- 2014 : Hotel Congress
- 2015 : He Hated Pigeons
- 2017 : Porcupine Lake

### Scénariste
- 2003 : Urda/Bone (court métrage)
- 2004 : Bunny Project (court métrage)
- 2004 : Re-Generation
- 2006 : Everything Is Love and Fear (court métrage)
- 2008 : Nurse.Fighter.Boy
- 2008 : Only
- 2010 : Modra
- 2011 : I am a Good Person/I Am a Bad Person
- 2013 : The Animal Project
- 2015 : He Hated Pigeons
- 2017 : Porcupine Lake
- 2017 : Alicia (court métrage)

### Réalisatrice
- 2003 : Urda/Bone (court métrage)
- 2004 : Bunny Project (court métrage)
- 2005 : Mama (court métrage)
- 2006 : Hotel Vladivostok (court métrage)
- 2006 : Everything Is Love and Fear (court métrage)
- 2008 : Only
- 2010 : Modra
- 2011 : I am a Good Person/I Am a Bad Person
- 2013 : The Animal Project
- 2015 : He Hated Pigeons
- 2017 : Porcupine Lake